# The Sword and the Sorcerer
The Sword and the Sorcerer (1982) este un film fantastic de sabie și vrăjitorie regizat de Albert Pyun (debut regizoral) cu Lee Horsley, Richard Lynch și Richard Moll în rolurile principale.

## Rezumat
Un mercenar este recrutat de prințesa Alana (Kathleen Beller) ca să zădărnicească planurile unui tiran brutal și ale unui puternic vrăjitor care vor să cucerească țara. Mercenarul își redescoperă originale sale regale.

## Actori
- Lee Horsley este Prince Talon
- Shelley Taylor Morgan este Barbro
- Kathleen Beller este Princess Alana
- Simon MacCorkindale este Prince Mikah
- George Maharis este Machelli, Cromwell War Chancellor
- Richard Lynch este Titus Cromwell
- Richard Moll este Xusia
- Anthony De Longis este Rodrigo
- Robert Tessier este Verdugo
- Nina Van Pallandt este Malia
- Anna Bjorn este Elizabeth, Cromwell's whore
- Jeff Corey este Craccus
- Joe Regalbuto este Darius
- Christina Nigra este Young Elizabeth
- Earl Maynard este Morgan
- Russ Marin este Mogullen